# Apystomyia elinguis
Apystomyia elinguis är en tvåvingeart som beskrevs av Axel Leonard Melander 1950. Apystomyia elinguis ingår i släktet Apystomyia och familjen Apystomyiidae.
Artens utbredningsområde är Kalifornien. Inga underarter finns listade i Catalogue of Life.